# Warukin Airport
Warukin Airport är en flygplats i Indonesien.   Den ligger i provinsen Kalimantan Selatan, i den nordvästra delen av landet, 1 100 km öster om huvudstaden Jakarta. Warukin Airport ligger 57 meter över havet.
Terrängen runt Warukin Airport är platt. Runt Warukin Airport är det ganska tätbefolkat, med 90 invånare per kvadratkilometer. I omgivningarna runt Warukin Airport växer i huvudsak städsegrön lövskog.